# Nico Mantl
Nico Mantl, né le 6 février 2000 à Munich, est un footballeur allemand qui évolue au poste de gardien de but au Viborg FF, prêté par le RB Salzbourg.

## Biographie
Né à Munich, Nico Mantl commence à jouer au foot au FC Deisenhofen dans le quartier d'Oberhaching du même nom, déménageant ensuite à l'âge de 11 ans au SpVgg Unterhaching, dans l'homonyme ville voisine.

### Carrière en club
Avec le club de troisième division allemande, Nico Mantl fait ses débuts lors des derniers matchs de la saison 2017-18. S'installant dans l'effectif professionnel lors d'une saison 2018-19 ponctuée par une prolongation de contrat sur 4 ans, il prend définitivement le relais de l'ancien joueur du Rapid Vienne Lukas Königshofer dès la saison suivante. Avec le jeune gardien installé dans les cages du club de la périphérie munichoise, son équipe possède alors une des meilleures défense de la 3. Liga,.
Après ces deux saisons en tant que premier gardien d'Unterhaching, Mantl est transféré au RB Salzbourg le 28 janvier 2021, signant un contrat de quatre ans et demi avec les champions en titres de Bundesliga autrichienne. Avant son transfert, il avait également reçu plusieurs sollicitations de la part de clubs de l'élite allemande.
Arrivant comme remplaçant de Cican Stankovic en Autriche, il est néanmoins toujours présent sur les feuilles de matchs avec Salzbourg, jouant également un match avec l'équipe reserve du Liefering, avant de s'approcher de ses débuts professionnel avec une équipe désormais sacrée championne d'Autriche 2020-2021 à la mi-mai.
Il fait ainsi ses débuts avec le club de Salzbourg le 16 mai 2021, titularisé dans les buts pour un match de championnat contre le LASK, se soldant par une victoire 5-2 à l'extérieur des salzbourgeois.

### Carrière en sélection
Nico Mantl est international avec l'équipe d'Allemagne des moins de 20 ans,, connaissant sa première titularisation le 13 octobre 2019, lors d'une victoire 1-0 contre la Suisse.

## Palmarès
RB Salzbourg
- Championnat d'Autriche (1) :
  - Champion : 2020-21.